# Hazelbury Bryan
Hazelbury Bryan est une paroisse civile et un village du Dorset, en Angleterre.